# Cyclocephala dissimulata
Cyclocephala dissimulata – gatunek chrząszcza z rodziny poświętnikowatych i podrodziny rohatyńcowatych.
Gatunek ten został opisany po raz pierwszy w 1992 przez Bretta Ratcliffe’a na łamach „The Coleopterists Bulletin”. Opisu dokonano na podstawie 39 okazów. Jako miejsce typowe wskazano Rio Changuinola w Panamie. Epitet gatunkowy pochodzi od łacińskiego dissimulo, oznaczającego „kamuflować się, ukrywać” i nawiązuje do dużego podobieństwa tego gatunku do gatunków pokrewnych.
Samce osiągają od 9,3 do 9,6 mm długości ciała i od 4 do 4,3 mm szerokości w barkach. Samice osiągają od 8,8 do 11 mm długości ciała i od 3,9 do 5,2 mm szerokości w barkach. Głowa ma duże oczy złożone rozstawione na odległość równą trzem ich średnicom, dziesięcioczłonowe czułki zwieńczone buławkami, czarne i pokryte punktami czoło oraz żółtawobrązowy, niemal trapezowaty nadustek z poprzecznymi zmarszczkami słabymi w połowie nasadowej i silnymi w połowie wierzchołkowej. Wierzchołek nadustka jest prawie ścięty i lekko odgięty. Żółtawobrązowe przedplecze ma powierzchnię umiarkowanie gęsto pokrytą punktami przeciętnych rozmiarów. Nasada przedplecza jest nieobrzeżona. Barwa tarczki jest żółtawobrązowa. Ceglastego koloru pokrywy mają powierzchnię pokrytą umiarkowanie gęsto rozmieszczonymi, płytkimi, większymi niż na przedpleczu punktami. Odnóża są żółtawobrązowe. Przednia ich para u samca ma trzy zęby na goleniu, z których nasadowy jest wyraźnie oddalony od pozostałych oraz stopy z powiększonymi pazurkami, z których większy rozdwaja się na szczycie. U samicy przednia para odnóży ma ząbek nasadowy na goleniach mniej odległy od ząbka przedniego, a pazurki na stopach niepowiększone. Pygidium jest żółtawobrązowe, u samca równomiernie wypukłe, zaś u samicy bardzie płaskie. U samca sternity odwłoka od drugiego do piątego mają czarne przednie części, podczas gdy u samicy brak na nich barwy czarnej.
Owad neotropikalny, znany z Panamy i Kostaryki. Zasiedla atlantyckie zbocza Kordyliery Środkowej w zachodniej Panamie i południowej Kostaryce. Spotykany jest od poziomu morza po 1010 m n.p.m. Owady dorosłe obserwowano w styczniu i od maja do sierpnia.